# Rosa pastel
«Rosa Pastel» es una canción del grupo mexicano de electropop, Belanova de su segundo álbum de estudio Dulce Beat de 2005. La canción fue compuesta por Denisse Guerrero, Edgar Huerta y Ricardo Arreola, integrantes del mismo grupo; Dándole crédito al Cantautor Tapatio Saulo López Lauren por su atinada colaboración.
Fue lanzado como sencillo en el mes de abril de 2005. Logró alcanzar el puesto #1 de listas de popularidad de conteos como en la estación Exa FM durante ocho semanas. En el año 2023, la plataforma de TikTok viraliza el tema, logrando posicionar nuevamente la canción, esta vez en el top de Spotify.

## Posicionamientos
| Listas (2006)                 | Posición máxima                             |
| ----------------------------- | ------------------------------------------- |
| Top 100 mexicano              | 1 (1 semana) 2 (10 semanas no consecutivas) |
| Conteo mexicano de descargas  | 6                                           |
| Ibero América Top 100         | 5                                           |
| Los 10+ pedidos de MTV México | 1(x11)                                      |
| Top 20 de MTV México          | 1                                           |